# Carinefferia costalis
Carinefferia costalis là một loài ruồi trong họ Asilidae. Carinefferia costalis được Williston miêu tả năm 1885.